# Crimsonland
Crimsonland (с англ. — «Багровая земля», «Страна крови») — компьютерная игра в жанре аркада с элементами RPG. Игрок в роли десантника-гуманоида уничтожает различных монстров. Сюжета как такового в игре нет: в режиме Quest задача состоит в том, чтобы уничтожить всех монстров, в режиме же Rush или Typ’o’Shooter — в том, чтобы уничтожить как можно больше монстров; в режиме Survival — в том, чтобы продержаться как можно дольше.

## Игровой процесс

Геймплей игры

В начале игры игрок появляется в центре карты с определённым оружием (обычно это пистолет, но в некоторых одиночных миссиях может быть и другое; в режиме Rush игрок начинает с автоматом), определённым количеством здоровья и нулевым опытом.
Из-за края экрана начинают появляться различные монстры, описанные в секции «Враги». Уничтожая их, игрок получает некоторое количество опыта, который при достижении им определённого значения можно обменять на один из эффектов, «перк» («Perk»). На телах только что убитых монстров иногда появляются бонусы или оружие. Соприкосновение с монстрами отнимает у игрока здоровье (за исключением случаев, когда используются особые перки: Dodger, Death Clock, Highlander и др.), и, когда оно заканчивается, герой погибает.
Почти каждое оружие обладает разбросом: чем больше круг вокруг курсора, тем меньше точность попадания. Для большинства оружия очередной выстрел временно увеличивает разброс.
В версии 1.9.8 предусмотрены следующие режимы игры: Quest, Survival, Rush, Typ’o’Shooter.
Кроме того, Crimsonland поддерживает разработанные сторонними разработчиками модификации, то есть по сути является 2D движком для создания различных игр на её основе.
Режим Quest представляет собой набор миссий, в которых, в отличие от других режимов, количество монстров ограничено. Задача состоит в том, чтобы истребить их всех. Одной из отличительных особенностей этого режима является наличие на некоторых уровнях гнёзд монстров (Hives), из которых появляются новые монстры, пока гнездо не будет уничтожено. Гнезда возникают в последовательности, заложенной разработчиками игры.
По мере прохождения миссий игрок получает возможность использовать новые перки и находить новое оружие. С прохождением всех 50 миссий обычного уровня сложности открывается опция «Hardcore» — новый уровень сложности — и новый режим Typ’o’Shooter. С прохождением режима Hardcore становится доступным оружие Splitter Gun.
Задача игрока в режиме Survival — продержаться в живых как можно дольше и заработать как можно больше опыта.
Задача в режиме Rush (с англ. — «стремительная атака») продержаться в живых в течение как можно более долгого времени, учёт опыта не ведётся. Игрок начинает с оружием Assault Rifle, его с большой скоростью начинают окружать монстры.
В Typ’o’Shooter (с англ. — «печатная стрелялка») игрок не может двигаться, его позиция закреплена. На поле появляются монстры, над которыми написаны различные слова. Для того, чтобы выстрелить в монстра, необходимо набрать слово, написанное над монстром. За каждого убитого монстра дают одно очко. Существует определённый набор простых слов, но со временем количество монстров увеличивается, а слова становятся многосложными — вплоть до пятисложных. В этом режиме встречается всего два вида монстров. Игрок начинает с одной единицей здоровья, так что, при соприкосновении с подошедшим монстром, мгновенно умирает. Задача состоит в том, чтобы продержаться как можно дольше, убив как можно больше врагов. Игрок стреляет из дробовика, так что выстрелив в одного монстра можно задеть и другого.
В Crimsonland имеется 26 стандартных видов различного оружия, а также несколько секретных. Стандартное оружие разблокируется по мере прохождения игры (Splitter gun на уровне сложности Hardcore), при этом получить его можно либо в самом начале уровня (если заложено разработчиком), либо «выбив» из монстра путём его умерщвления.
Любой из видов оружия обладает определённым временем перезарядки, объёмом магазина, скорострельностью, воздействием на игрока (оружие Mean Minigun делает перемещение игрока куда более медленным).
Неотъемлемая часть Crimsonland — перки. Перк это навык, взяв который, десантник получает новые способности или улучшает имеющиеся. Новый перк можно выбрать за уровень, который даётся после набора определённого количества опыта (появляется надпись «Повышение Уровня/Level Up» в правом верхнем углу и звучит сигнал).
С помощью перков можно повысить очки и существенно облегчить бойню. Изначально перки недоступны, для их открытия нужно проходить игру в режиме Квестов на нормальном уровне сложности. Невозможно использовать перки в режиме Rush/Прорыва или TypoShooter/Печатной стрелялки. Некоторые перки, например, «Немедленный Победитель/Instant Winner», можно выбрать несколько раз. Есть также перки, которые могут быть улучшены. Например, после выбора перка «Регенерация/Regeneration» можно выбрать перк «Улучшенная Регенерация/Greater Regeneration».
Игроку противостоят существа нескольких видов c разным поведением на поле боя. Враги различаются и по цвету. В общем случае различия такие:
- Серые враги — слабейшие.
- Жёлтые враги — ослаблены, медленнее, за них дают меньше опыта.
- Красные — обладают сильной атакой, за них дают мало опыта.
- Фиолетовые — с повышенным здоровьем.
- Синие — с повышенным здоровьем и атакой, за них дают больше опыта.

В игре имеются бонусы, которые иногда выпадают из убитых монстров, причём на поле не могут находиться одновременно одинаковые бонусы. В них входят такие, которые дают игроку очки опыта, единовременно посылают заряды плазмы в восьми направлениях, восстановление 10 % жизни и др.
В режиме Survival можно получить секретное оружие при выполнении определённых действий. Существуют несколько видов секретного оружия, факты получения которого кем-либо не подтверждены, однако которые можно получить при помощи манипуляций с игрой (таких, как управление оперативной памятью, ей выделенной). Также работа с ресурсами игры показывает наличие некоторых неизвестных пиктограмм оружия, что косвенно указывает на его наличие.
В каждом из режимов ведётся учёт заработанных очков (опыта). Результаты могут быть отосланы на центральный сайт .

## Crimsonland 2
В 2006 году появилась первая информация о новой части Crimsonland. Судя по новостям, игра должна была иметь обновленную графику и мультиплеер. Сначала планировался выход в 2008/2009 году, но со второй половины 2010 года проект был заморожен. В 2013 игра получила одобрение для выхода на платформе Steam, релиз планируется в первой половине 2014 г, но не в виде новой части, а как ремейк.
6 мая 2014 года вышло первое геймплейное видео ремейка Crimsonland, который появится в Steam и на PlayStation 4 уже летом этого года. Разработчики обещают обновить всю графику в игре и добавить систему достижений, но не уходить от оригинальной концепции геймплея.

## Оценки
| Сводный рейтинг       | Сводный рейтинг |
| Агрегатор             | Оценка          |
| --------------------- | --------------- |
| GameRankings          | 63,06 %         |
| Русскоязычные издания |                 |
| Издание               | Оценка          |
| Riot Pixels           | 68 %            |